# Развој светског рекорда у петобоју
Светски рекорди у дисциплини петобој у женској конкуренцији, које ИААФ званично признаје, воде се од 1977. године. 
Да данас (31.1.2018.) ИААФ је ратификовао укупно 6 светска рекорда у женској конкуренцији.

## Жене
| ратификовани резултати |

### Рекорди
| Бодови | Атлетичар          | Земља           | Место                           | Датум             | Трајање                       |
| ------ | ------------------ | --------------- | ------------------------------- | ----------------- | ----------------------------- |
| 4641   | Ева Вилмс          | Западна Немачка | Западни Берлин, Западна Немачка | 30. јануар 1977.  | 8 година и 16 дана            |
| 4.768  | Сабине Паец        | Источна Немачка | Москва, Совјетски Савез         | 15. фебруар 1985. | 4 године, 11 месеци и 27 дана |
| 4.215  | Одил Лезаж         | Француска       | Nogent-sur-Oise, Француска      | 11. фебруар 1990. | 11 месеци и 9 дана            |
| 4.276  | Одил Лезаж         | Француска       | Лијевен, Француска              | 20. јануар 1991.  | 21 дан                        |
| 4.655  | Лилијана Настасе   | Румунија        | Берлин, Немачка                 | 10. фебруар 1991. | 11 месеци и 16 дана           |
| 4.726  | Лилијана Настасе   | Румунија        | Букурешт, Румунија              | 26. јануар 1992.  | 20 дана                       |
| 4.991  | Ирина Белова       | Русија          | Берлин, Немачка                 | 15. фебруар 1992. | 20 година и 23 дана           |
| 5.013  | Наталија Добринска | Украјина        | Истанбул, Турска                | 9. март 2012.     | 12 година и 361 дан           |